# كيفن هارفي
كيفن هارفي هو لاعب هوكي الجليد كندي، ولد في 14 سبتمبر 1984 في هاميلتون في كندا.

## وصلات خارجية
- كيفن هارفي على موقع دوري الهوكي الوطني (الإنجليزية)
- كيفن هارفي على موقع EliteProspects.com (الإنجليزية)
- كيفن هارفي على موقع HockeyDB.com (الإنجليزية)